# 墨俣神社
墨俣神社（すのまたじんじゃ）は、岐阜県大垣市（旧安八郡墨俣町）にある神社。式内社の墨俣神社である。
大垣市立墨俣小学校の北にある。

## 沿革・概略
- 創建時期は不明。祭神の「墨俣大神」はどの神に該当するかは不明である。延喜式神名帳にも祭神は「墨俣大神」とされている。
- 元の位置は現在地より南、墨俣町上宿または墨俣町下宿（美濃路設置前の墨俣宿）であった。1717年（享保2年）、南宮大社の調査で延喜式神名帳の墨俣神社であることが判明する。
- 明治時代の犀川の改修のため、現在地に移転する。

## 交通機関
- 名阪近鉄バス岐垣線「墨俣」バス停より徒歩5分
  - 大垣駅前バスのりば（大垣駅南）2番のりば「岐阜聖徳学園大学」「岐阜流通センター南口」行き
- 岐阜バスおぶさ墨俣線「墨俣」バス停より徒歩5分
  - JR岐阜駅バスターミナル（岐阜駅北）6番のりば「W65　墨俣」行き
  - 名鉄岐阜のりば（名鉄岐阜駅西）1番のりば「W65　墨俣」行き